# Liste der denkmalgeschützten Objekte in Münster (Tirol)
Die Liste der denkmalgeschützten Objekte in Münster enthält die 8 denkmalgeschützten, unbeweglichen Objekte der Gemeinde Münster.

## Denkmäler
| Foto |                 | Denkmal | Standort                           | Beschreibung | Metadaten |
| ---- | --------------- | --- | ---------------------------------- | --- | --- |
| ja   | Datei hochladen | Widum HERIS-ID: 59756 Objekt-ID: 71326 TKK: 2925                                                           | Dorf 93 Standort KG: Münster       | Der dreigeschoßige gemauerte Bau über Mittelflurgrundriss mit Krüppelwalmdach wurde um 1755/56 nach Plänen von Jakob Singer errichtet. Die Fassaden sind mit Putzfaschenrahmungen um Fenster- und Türöffnungen, Gesimsen und Eckquaderungen gestaltet. Auf beiden Giebelseiten befinden sich Segmentbogenportale mit Marmorgewänden, an der östlichen Traufseite ein kleiner Balkon. Die Innenräume sind mit einfachen Stuckdecken versehen. Der Saal im zweiten Obergeschoß ist mit Leinwandbildern der vier lateinischen Kirchenlehrer von Christoph Anton Mayr von 1767 geschmückt und zählt zu den prachtvollsten Repräsentationsräumen des Rokoko in Tirol. | BDA-Hist.: Q38088590 Status: § 2a Stand der BDA-Liste: 2025-06-30 Name: Widum GstNr.: .4 Widum Münster                                                                            |
| ja   | Datei hochladen | Friedhof mit Obs, Aufbahrungskapelle und Kriegerdenkmal HERIS-ID: 106578 Objekt-ID: 123757 TKK: 2931, 2929 | bei Dorf 95 Standort KG: Münster   | Der von einer Mauer eingefasste Friedhof umgibt die Kirche auf allen Seiten und geht ins Mittelalter zurück. Im Nordosten in die Mauer eingebunden ist die „Obs“, eine überdachte Vorhalle mit mächtigem offenem Dachstuhl, die 1532 erbaut und im 17. Jahrhundert umgestaltet wurde. Sie diente als sogenannte Totenrast, in der der Priester das Herannahen des Leichenzugs erwartete. Der rundbogige Durchgang ist mit einem Schmiedeeisengitter aus dem 20. Jahrhundert versehen. Westlich der Kirche steht die 1894 errichtete Totenkapelle. Ihr Innenraum weist ein flaches Tonnengewölbe auf, in der halbrunden Apsis befindet sich eine durch ein Schmiedeeisengitter abgetrennte Lourdesgrotte mit Schnitzfiguren der Madonna und der hl. Bernadette. Die Gewölbemalereien wurden von Emanuel Walch geschaffen. Das Kriegerdenkmal wurde 1953/54 anstelle eines Vorgängerbaus als offene, bildstockartige Kapelle mit vorkragendem, hölzernem Dachstuhl errichtet. In der dreiseitigen Nische befindet sich ein geschnitztes Kruzifix von Peter Schneider, an den Seitenwänden Marmortafeln mit den Namen der Gefallenen und Vermissten beider Weltkriege. | BDA-Hist.: Q37808085 Status: § 2a Stand der BDA-Liste: 2025-06-30 Name: Friedhof mit Obs, Aufbahrungskapelle und Kriegerdenkmal GstNr.: 2312, 6/1, 6/2, 7, .289                   |
| ja   | Datei hochladen | Kath. Pfarrkirche Unsere Liebe Frau Mariä Himmelfahrt HERIS-ID: 55726 Objekt-ID: 64534 TKK: 2923           | neben Dorf 95 Standort KG: Münster | Die erste Kirche wurde im 8. Jahrhundert errichtet. Der heutige Bau wurde 1480/89 spätgotisch umgebaut und 1745/46 unter Leitung von Jakob Singer barockisiert. An das einschiffige Langhaus mit halbrund geschlossener Apsis ist an der Südseite die zweigeschoßige Sakristei von 1503/04, an der Nordseite der im Kern gotische Turm angebaut. Die westliche Giebelfassade weist ein Rundbogenportal auf, das von Pfeilern aus Hagauer Marmor und Gebälk mit seitlichen Obelisken gerahmt ist. Im Inneren sind das dreijochige Langhaus und der zweijochige Chor von einer Stichkappentonne auf Wandpfeilern mit Pilastervorlagen überwölbt. Der Stuck stammt von Kassian Singer, die Deckenmalereien wurden 1747 von Christoph Anton Mayr geschaffen und bis auf das Fresko über der Empore 1891/92 von Emanuel Walch übermalt. An der nördlichen Langhauswand befinden sich Reste gotischer Wandmalerei um 1330. Der Hochaltar von 1765/66 beherbergt das Gnadenbild einer bekleideten, stehenden Madonna mit Kind um 1420. | BDA-Hist.: Q38067486 Status: § 2a Stand der BDA-Liste: 2025-06-30 Name: Kath. Pfarrkirche Unsere Liebe Frau Mariä Himmelfahrt GstNr.: 2312 Pfarrkirche Mariä Himmelfahrt, Münster |
| ja   | Datei hochladen | Bauernhof Berger HERIS-ID: 46382 Objekt-ID: 48282 TKK: 2935                                                | Haus 20 Standort KG: Münster       | Das ehemalige Wirtschaftsgebäude der Burg Lichtenwerth wurde urkundlich 1493 erstmals erwähnt. Der Einhof mit rückwärts anschließendem, niedrigerem Wirtschaftsgebäude ist ein zweigeschoßiges, langgestrecktes Gebäude über Mittelflurgrundriss mit Satteldach und stammt im Kern aus der zweiten Hälfte des 16. Jahrhunderts. 1930 wurden die ehemalige Pferdeställe zu Wohnräumen ausgebaut, das Dach und der Tennenbereich erneuert. Das Dachgeschoß ist holzverschalt, seitlich befindet sich ein verschalter Giebelsöller mit wellenförmig geschnittenen Blendbrettern und balusterartigem Geländer, Südseitig ein weiterer Balkon, der Wohn- und Wirtschaftstrakt außen miteinander verbindet. Die Fensteröffnungen mit abgefastem Sturz haben gotische Fensterstöcke aus Kramsacher Marmor. Das Haus ist traufseitig Traufseite über ein großes Rundbogenportal mit abgefastem Gewände erschlossen. Vor einem Fenster im Obergeschoß befindet sich ein schmiedeeisernes Korbgitter mit Rautenmuster, Blechschnittblüten und stilisierter Spindelblume als Bekrönung aus der Zeit um 1800. Eine Holztafel über dem Portal an der Nordseite zeigt ein in Tempera gemaltes Bild Maria von der immerwährenden Hilfe aus dem 20. Jahrhundert. Im Inneren sind der breite Hausgang und die Küche mit Tonnengewölben versehen. Das Wirtschaftsgebäude ist in Mischbauweise errichtet und besteht aus einem gemauerten Stall und einem in Blockbauweise errichteten Obergeschoß, teilweise mit Bundwerk. | BDA-Hist.: Q38021019 Status: Bescheid Stand der BDA-Liste: 2025-06-30 Name: Bauernhof Berger GstNr.: 1169/1 Bauernhof Berger, Münster (Tirol)                                     |
| ja   | Datei hochladen | Schloss Lichtenwerth HERIS-ID: 39964 Objekt-ID: 39824 TKK: 4192                                            | Lichtwerth 1 Standort KG: Münster  | Die auf einer verlandeten Inninsel gelegene Burg wurde 1212 erstmals urkundlich erwähnt, vermutlich wurde sie von den Ministerialen von Freundsberg gegründet. Die ursprünglich freistehende Hochburg des frühen 13. Jahrhunderts über rechteckigem Grundriss und mit Tor in der Südwestecke der Anlage weist eine einheitliche romanische Bausubstanz auf. Die in den Bering eingebundenen Gebäudeteile umschließen einen Hof. An den Schmalseiten steht jeweils ein Turm, der westliche ist gekappt. An der südlichen Mauer befindet sich der dreigeschoßige Palas mit Burgkapelle, westseitig die geräumige Vorburg mit Wirtschaftsgebäuden. Die Kapelle Maria Schnee an der Ostseite des Palas wurde 1620 neu geweiht und 1776 umgestaltet. Sie weist ein Tonnengewölbe mit Stichkappen und zarter Stuckdekoration auf. | BDA-Hist.: Q1012948 Status: Bescheid Stand der BDA-Liste: 2025-06-30 Name: Schloss Lichtenwerth GstNr.: 1103 Schloss Lichtenwerth                                                 |
| ja   | Datei hochladen | Schloss Neumatzen (Schlösschen Lipperheide, Neuschloss Matzen) HERIS-ID: 39965 Objekt-ID: 39825 TKK: 4191  | Neumatzen 4 Standort KG: Münster   | Das von einem Garten mit Nebengebäuden umgebene Schlösschen steht am südlichen Ende des Schlossparks Matzen. Der historistische Bau wurde um 1890 von Georg von Hauberrisser für Franz von Lipperheide errichtet. Der Baukomplex über einem asymmetrisch strukturierten Grundriss ist durch unterschiedliche Geschoßhöhen, Veranden, Türmchen, polygonale Eckerker mit Zwiebelhauben sowie durch Treppengiebel und aufwendig gestaltete Rahmungen der Wandöffnungen gegliedert. | BDA-Hist.: Q15127752 Status: Bescheid Stand der BDA-Liste: 2025-06-30 Name: Schloss Neumatzen (Schlösschen Lipperheide, Neuschloss Matzen) GstNr.: .122/1 Schloss Neumatzen       |
| ja   | Datei hochladen | Grünangerkapelle (Grünangerlkapelle) HERIS-ID: 106590 Objekt-ID: 123771 TKK: 2926                          | Standort KG: Münster               | Die gemauerte, einjochige Wallfahrtskapelle mit dreiseitigem Chorschluss und abgewalmtem Satteldach wurde im 18. Jahrhundert errichtet. Sie ist giebelseitig über ein Segmentbogenportal mit Vordach und einer Eingangstür mit aufwändigem Schnitzdekor erschlossen. Die Fassaden sind durch Putzfaschenrahmungen von Tür- und Fensteröffnungen, Mauerkanten und Gesimsunterteilungen gegliedert. Das Innere weist ein Tonnengewölbe mit Gewölbemalereien aus dem Ende des 19. Jahrhunderts (Mariensymbolik, Dekormalerei) auf. Bei einer Restaurierung wurde im Langhaus ein barockes Fresko mit Darstellung der Mater Dolorosa freigelegt. Glasfenster zeigen die hll. Josef und Antonius von Padua. | BDA-Hist.: Q37808107 Status: § 2a Stand der BDA-Liste: 2025-06-30 Name: Grünangerkapelle (Grünangerlkapelle) GstNr.: .401                                                         |
| ja   | Datei hochladen | Kniepasskapelle (Kniepaßkapelle) HERIS-ID: 106592 Objekt-ID: 123773 TKK: 2934                              | Standort KG: Münster               | Die im Wald gelegene gemauerte, einjochige Kapelle mit eingezogenem, dreiseitigem Chor und Satteldach bzw. Walmdach ist am Triumphbogen mit 1727, am Portal mit 1731 bezeichnet. Sie ist giebelseitig über ein Rundbogenportal mit seitlich stuckierten Lisenen und vorspringendem Dreiecksgiebelüberdachung mit Darstellung des hl. Georg erschlossen. Das Innere weist ein Tonnengewölbe mit Stichkappen auf, der Chor ist durch ein Gitter abgetrennt. Der Raum ist mit reichem Stuckdekor und Gewölbemalereien (heilige Familie mit Maria, Anna und dem Jesuskind sowie Christus- und Marienmonogramm) versehen. | BDA-Hist.: Q37808114 Status: § 2a Stand der BDA-Liste: 2025-06-30 Name: Kniepasskapelle (Kniepaßkapelle) GstNr.: .248 Kniepasskapelle                                             |